# (35974) 1999 LW26
1999 LW26 (asteroide 35974) é um asteroide da cintura principal. Possui uma excentricidade de 0.07949200 e uma inclinação de 7.31470º.
Este asteroide foi descoberto no dia 9 de junho de 1999 por LINEAR em Socorro.